# 截面 (纤维丛)

纤维丛 p : E → B 的一个截面 s。一个截面使得可以将底空间 B 等同于 E 的子空间 s(B)。

R^{2} 上一个向量场。切丛的一个截面是一个向量场。

在数学之拓扑学领域中，拓扑空间 B 上纤维丛 π: E → B 的一个截面或横截面（section 或 cross section），是一个连续映射 s : B → E，使得对 x 属于 B 有 π(s(x))=x。

## 从函数图像开始
截面是函数图像概念的某种推广。一个函数 g : X → Y 的图像可以等价于取值为 X 与 Y 的笛卡儿积的一个函数：
{\displaystyle f(x)=(x,g(x))\in E,\quad f:X\to E.\,}
一个截面是什么是一个函数图像的抽象刻划。令 π : E → X 是到第一个分量的投影：π(x,y) = x，则一个图是任何使得 π(f(x))=x 的函数。
纤维丛的语言保证了截面的概念可以推广到当 E 不必为一个笛卡儿积的情形。如果 π : E → B 是一个纤维丛，则一个截面是在每个纤维中选取一个点 f(x) 。条件 π(f(x)) = x 不过意味着在点 x 处的截面必须在 x 上（见右上图）。
例如，当 E 是一个向量丛，E 的一个截面是在每一点 x ∈ B 上的向量空间 Ex 中有一个元素。特别地，光滑流形 M 上一个向量场是在 M 的每一点选取一个切向量：这是 M 的切丛的一个截面。类似地，M 上一个 1-形式是余切丛的一个截面。

## 局部截面
纤维丛一般不一定有如上的整体截面，从而定义局部截面也是有用的。纤维丛的一个局部截面（local section）是一个连续函数 f : U → E，其中 U 是 B 的一个开集，并满足 π(f(x))=x 对所有 x ∈ U。如果 (U, φ) 是 E 的一个局部平凡化，这里 φ 是从 π-1(U) 到 U × F 一个同胚（这里 F 是纤维），在 U 上的整体截面总存在且一一对应于从 U 到 F 的连续函数。局部截面形成了 B 上一个层，称为 E 的截面层（sheaf of sections）。
一个纤维丛 E 在 U 上的连续截面有时记成 C(U,E)，而 E 的整体截面通常记做 Γ(E) 或 Γ(B,E)。
截面在同伦论与代数拓扑中都有研究，其中一个主要目标是确定整体截面的存在性或不存在性。这导向了层上同调和示性类理论。例如，一个主丛有一个整体截面当且仅当它是平凡的。另一方面，一个向量丛总有一个整体截面，即零截面。但只有当它的欧拉类为零时，才有在任何地方都不为零的整体截面。关于向量场的零点可参见庞加莱-霍普夫定理。

## 光滑截面
截面，特别是对主丛和向量丛，是微分几何中的重要工具。在这种情形，底空间 B 是一个光滑流形 M，而 E 总假设是 M 上一个光滑纤维丛（即 E 是一个光滑流形且投影 π: E → M 是一个光滑映射）。此时，我们考虑 E 在一个开集 U 上的光滑截面，记做 C∞(U,E)。在几何分析中，考虑具有中等正则性的截面也是有用的。例如 Ck 截面，或满足赫尔德条件或索伯列夫空间的截面。